# Soricomys musseri
Soricomys musseri  (Rickart, Heaney, Tabaranza Jr., & Balete, 1998) è un roditore della famiglia dei Muridi endemico dell'isola di Luzon, nelle Filippine.

## Descrizione

### Dimensioni
Roditore di piccole dimensioni, con la lunghezza della testa e del corpo tra 91 e 105 mm, la lunghezza della coda tra 89 e 93 mm, la lunghezza del piede tra 19 e 21 mm, la lunghezza delle orecchie tra 14 e 15 mm e un peso fino a 32 g.

### Aspetto
La pelliccia è lunga e soffice. Le parti superiori sono uniformemente bruno-rossicce scure, mentre le parti ventrali sono grigie-giallastre. Le labbra sono grigio chiare, Sono presenti degli anelli grigio chiari intorno agli occhi. Le orecchie sono piccole, rotonde, grigio scure cosparse di pochi peli scuri. Le vibrisse sono nerastre e lunghe. Il dorso delle mani è grigio-brunastro mentre quello dei piedi è nero-brunastro, entrambi cosparsi di pochi peli scuri. La coda è più corta della testa e del corpo, uniformemente grigio-nerastra, con ogni scaglia corredata di 3 peli.

## Biologia

### Comportamento
È una specie terricola e diurna.

### Alimentazione
Si nutre di insetti, vermi ed altri invertebrati.

## Distribuzione e habitat
Questa specie è diffusa nell'estrema parte settentrionale dell'isola di Luzon, nelle Filippine.
Vive nelle foreste muschiose montane tra 1.500 e 1.650 metri di altitudine.

## Conservazione
La IUCN Red List, sebbene sia presente in un'area ristretta, classifica S.musseri come specie a rischio minimo (Least Concern).